# Olivola

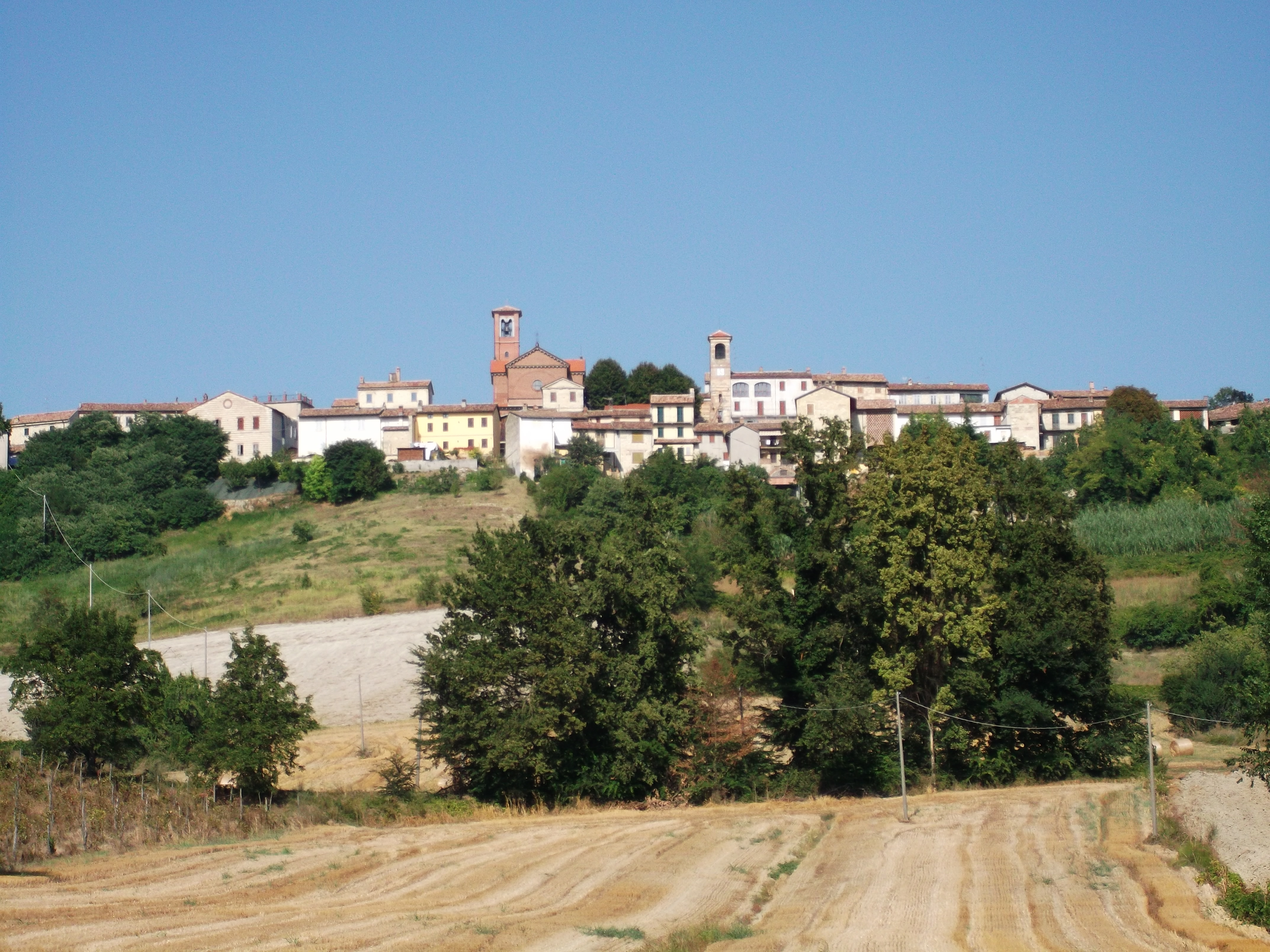
Vista d'Olivola

Olivola és un municipi situat al territori de la província d'Alessandria, a la regió de Piemont, (Itàlia).
Limita amb els municipis de Casorzo, Frassinello Monferrato, Ottiglio i Vignale Monferrato.